# François Doumergue
François Doumergue (nació en Carcasona, Francia en 1858 – murió el 24 de diciembre de 1938 en Orán, Argelia) fue un  naturalista,  prehistoriador,  arqueólogo francés y conservador del Museo Demaeght de Orán.

## Biografía
François Doumergue (nació en Carcasona, Francia en 1858 – murió el 24 de diciembre de 1938 en Orán, Argelia) fue un  naturalista,  prehistoriador,  arqueólogo francés y conservador del Museo Demaeght de Orán.
El Instituto del profesorado francés, le otorga un puesto en 1886 en Orán, Argelia, donde fue nombrado profesor honorario de la escuela de Orán. Naturalista, dedicó su investigación a la fauna y la flora de Orán. También estaba interesado en la paleontología y la geología de la región Orán.
François Doumergue fue presidente desde 1912 hasta 1920 y desde 1924 hasta 1928, de la Sociedad de Geografía y Arqueología de Orán.
En 1892, comenzó con Paul Pallary, las excavaciones de cuevas del Paleolítico y el Neolítico, incluyendo la cueva del Cuartel y de Kouchet El Djir y las canteras de Eckmühl (Muhieddine, Orán), donde se han encontrado restos humanos estimados en 100.000 años.
En estas excavaciones se recogieron muchos restos arqueológicos. Algunos son depositados en el Museo Ahmed Zabana (antiguo Museo Demaeght).
François Doumergue fue director-conservador del Museo Demaeght de Orán y presentó  presentó al público los restos de la civilización romana en el Norte de África, junto a colecciones de etnografía, historia natural, arqueología y arte musulmán que había recopilado el comandante Demaeght, fundador de la Sociedad de Geografía y Arqueología de Orán en 1878.
Caballero de la Legión de Honor.